# Erastria atrisignata
Erastria atrisignata är en fjärilsart som beskrevs av W. Warren 1914. Erastria atrisignata ingår i släktet Erastria och familjen mätare. Inga underarter finns listade i Catalogue of Life.